# مسجد وخانقاه الأشرف برسباي (القرافة)
مسجد وخانقاه السلطان الأشرف برسباى بالقرافة الشرقية المعروفة بصحراء قايتباي ويجاروها مسجد السلطان قايتباي، خانقاه الناصر فرج بن برقوق، خانقاه الأشرف إينال، مسجد الأمير قرقماس.